# Dã Tiên
Dã Tiên (tiếng Mông Cổ: ᠡᠰᠡᠨ; chữ Kirin: Эсэн тайш; chuyển tự Latin: Esen Taishi; chữ Hán: 也先;  ? – 1455) là một khả hãn, chính khách và danh tướng của nhà Bắc Nguyên tại Mông Cổ vào thế kỷ XV. Ông nổi tiếng với việc bắt giữ hoàng đế Minh Anh Tông của nhà Minh vào năm 1450 sau Sự biến Thổ Mộc Bảo và một thời gian ngắn tái thống nhất các bộ lạc Mông Cổ. Liên minh Ngõa Lạt đạt đến đỉnh cao quyền lực dưới sự cai trị của ông.

## Tuổi trẻ và sự nghiệp ban đầu
Dã Tiên là con của Toghan, thuộc gia tộc Choros (ông lớn, từ 太師), người đã mở rộng đáng kể lãnh thổ Oirat, với nhiều bộ lạc Mông Cổ thừa nhận uy quyền của mình. Là một người Ngõa Lạt, bản thân Dã Tiên không phải là hậu duệ của Thành Cát Tư Hãn, điều này cản trở yêu sách của ông đối với danh hiệu Đại hãn trong suốt cuộc đời.
Trong những chiến dịch quân sự đầu tiên của mình, ông đã chiến đấu chống lại hãn quốc Sát Hợp Đài ở Moghulistan. Dã Tiên ba lần đánh bại và hai lần bắt được khả hãn Uwais Khan (1418-1432), nhưng đều quyết định phóng thích do ông ta mang dòng máu của Thành Cát Tư Hãn. Lần thứ ba, Uwais Khan đã gả cho Dã Tiên em gái Makhtum Khanim, người đã sinh hai con trai cho ông. Dã Tiên trên danh nghĩa chuyển sang đạo Hồi để kết hôn với công chúa Hồi giáo, nhưng vẫn thực sự là một pháp sư khi đó.
Sau khi cha mất năm 1438, Dã Tiên được thừa hưởng vị trí của cha mình, taishi (thái sư), cho triều đại của Taisun Khan (trị vì 1433-1453). Dưới sự lãnh đạo của thái sư Dã Tiên, người Mông Cổ dưới thời Taisun Khan đã chinh phục phần còn lại của Mông Cổ và nhận được sự thần phục của người Nữ Chân và người Tuva ở Mãn Châu và Đông Siberia. Vào những năm 1430, Dã Tiên cũng nắm quyền kiểm soát vương quốc Mông Cổ được gọi là Qara Del ở ốc đảo Hami giữa sa mạc Gobi và Taklamakan; sau giai đoạn 1443-1445, đế quốc Mông Cổ đã vươn đến biên giới phía bắc của Triều Tiên.

## Xung đột với nhà Minh
Hành động hung hăng của Dã Tiên đã kích thích và đe dọa triều đại nhà Minh (明朝) ở Trung Quốc. Nhà Minh đã có lúc theo đuổi chiến lược "chia rẽ và cai trị" để đối phó với các nước láng giềng phía bắc của họ, duy trì các mối quan hệ thương mại và cống vật, hoạt động như một loại độc quyền được nhà nước trợ cấp, với nhiều nhà cai trị mà sau đó họ có thể chống lại nhau bằng cách kích động ghen tuông hoặc gợi ý mưu mô. Tuy nhiên, một Mông Cổ thống nhất dưới một người cai trị là ít bị ảnh hưởng hơn với các chiến lược như vậy. Nhiều bộ lạc mang dưới sự thống trị của người Oirat bằng cách chinh phục đã có những khu vực có người Minh tuyên bố, và các bộ lạc khác đã bị đẩy về phía nam vào lãnh thổ Trung Quốc để tìm cách thoát khỏi sự khuất phục của Oirat. Ốc đảo Chagatayid Hami, hơn nữa, đã tỏ lòng kính trọng với thiên triều Trung Hoa trước khi Dã Tiên thuyết phục người cai trị ở đây tỏ lòng tôn kính với Oirat. Trong suốt thập niên 1440, Dã Tiên tăng cả tần suất của các đoàn sứ giả cống vật cho Trung Quốc và số lượng đại diện được gửi cho mỗi nhiệm vụ, nghĩa là người Trung Quốc có nghĩa vụ phải cung cấp sự hiếu khách ngày càng lớn cho người Mông Cổ, bất kể thương mại hay cống nạp thực sự đang được đàm phán. Theo các tài liệu Trung Quốc còn sót lại, người Oirat đòi hỏi ngày càng nhiều cống nạp và thỏa thuận thương mại sinh lợi hơn nữa nghiêng về phía Mông Cổ.
Một chiến lược của Trung Quốc để đối phó với tình hình, kích động sự cạnh tranh giữa các nhà cai trị Mông Cổ, đã thất bại hoàn toàn khi họ đánh giá thấp mức độ sức mạnh mà Dã Tiên nắm giữ và chọn "đối thủ" quá xa so với vị trí của mình để chiến lược có hiệu quả. Nỗ lực biến Taisun Khan trở thành đối thủ hiệu quả trước thái sư Dã Tiên đã thất bại. Ngoài ra, chiến thuật chính khác của họ, đáp ứng từng nhu cầu tăng giá trị cống vật hoặc giá trị thương mại với mức giảm, cũng trở nên phản tác dụng.
Dã Tiên khuyến khích hàng trăm thương nhân Hồi giáo gốc Mông Cổ, Hami và Samarkand đồng hành cùng các sứ mệnh của mình với Hoàng đế nhà Minh. Bắt đầu từ năm 1439, Taisun Khan và Dã Tiên đã phái nhiều sứ thần đến Trung Quốc, thường có thể hơn 1.000 người. Để đối phó với sự lạm phát của những con số đòi hỏi quà tặng bình quân đầu người, Minh Anh Tông đã giảm quà tặng cho Dã Tiên và Taisun Khan, và đóng cửa buôn bán biên giới với người Mông Cổ.

## Chiến tranh với nhà Minh
Để trả thù cho những hành động cứng rắn này từ nhà Minh, Dã Tiên đã lãnh đạo một cuộc xâm lược miền bắc Trung Quốc vào năm 1449 mà đỉnh điểm là bắt giữ hoàng đế nhà Minh trong sự biến Thổ Mộc bảo. Cuộc xâm lược quy mô lớn, ba đạo quân bắt đầu tiến công vào tháng 7, với Taisun Khan dẫn đầu lực lượng phía đông đến Liêu Đông, tướng Alag tấn công Tuyên Hóa, và chính Dã Tiên lãnh đạo quân đội cướp phá Đại Đồng vào tháng 8. Một đạo quân khác của Mông Cổ xâm chiếm Cám Châu. Do nghe lời xúi giục của gian thần Vương Chấn, Minh Anh Tông đã học theo tổ tiên, tự mình thân chinh đánh Mông Cổ dù ông ta không có tài thao lược, dẫn đến việc thất bại và bị bắt.

### Thất bại ban đầu của Trung Quốc
Chiến dịch này là một thất bại nặng nề của quân đội nhà Minh, mặc dù quân Minh trong khu vực được ước tính lên tới 500.000 quân và Dã Tiên chỉ mang theo 20.000 kỵ binh, chủ yếu tham gia vào cuộc đột kích biên giới truyền thống của Oirat. Đại Đồng nằm cạnh phía nam của Vạn Lý Trường Thành (biên giới giữa Trung Quốc và Mông Cổ khi ấy), và luôn là một pháo đài quan trọng của Trung Quốc nhưng đã bị người Siberia và Mông Cổ xâm chiếm liên tục trong lịch sử. Sau cuộc tấn công ban đầu vào Đại Đồng, Dã Tiên giả vờ rút lui vào thảo nguyên Mông Cổ. Hoàng đế và đội quân lớn lên vội vã đuổi theo quân xâm lược ở phía tây và gặp một cuộc phục kích khi đến Đại Đồng. Những người kỵ binh Mông Cổ tấn công mãnh liệt buộc quân Minh phải rút lui trở lại trường thành trong bốn ngày trong khi bị cản trở bởi giông bão. Quân Minh cuối cùng đã đến Pháo đài Thổ Mộc. Tuy nhiên, thay vì đảm bảo một vị trí phòng thủ, họ đã bị mắc kẹt ở phía bắc của pháo đài, và kỵ binh Mông Cổ đã tiêu diệt toàn bộ quân đội nhà Minh.

### Bắt được hoàng đế nhà Minh

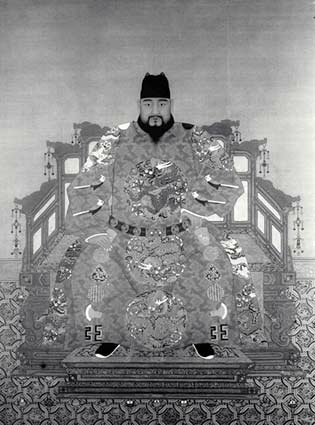
Hoàng đế Minh Anh Tông, người đã bị bắt bởi Dã Tiên trong sự biến Thổ Mộc bảo.

Hầu hết những quân sĩ còn lại, cũng như tất cả các tướng lĩnh và triều thần mọi cấp bậc trừ chính hoàng đế nhà Minh, đều bị thảm sát. Dã Tiên vẫn còn một khoảng cách, gần Xianfu. Sáu tuần sau, khi Minh Anh Tông được đưa đến trại của mình, Dã Tiên đã đòi tiền với triều đình Bắc Kinh để chuộc hoàng đế trở lại Trung Quốc. Theo một số nguồn tài liệu, chính tại thời điểm này, Dã Tiên đã được trao danh hiệu "Thái sư".
Trong mọi trường hợp, nhà Minh từ chối đàm phán tiền chuộc, có lẽ một phần vì em trai của hoàng đế là Chu Kỳ Ngọc sau đó đã được đưa lên ngai vàng và không muốn từ bỏ vị trí mới. Vu Khiêm (于謙), thượng thư bộ quốc phòng của nhà Minh, người tổ chức cuộc kháng chiến chống Mông Cổ, nhận xét rằng cuộc sống của Minh Anh Tông không quan trọng bằng số phận của đất nước; ông cũng tin rằng việc chuộc lại hoàng đế có thể thúc đẩy tinh thần của người Mông Cổ và làm giảm tinh thần của nhà Minh.

### Đặt vòng vây đến Bắc Kinh
Yêu cầu tiền chuộc bị từ chối, nhưng Dã Tiên vẫn coi một hoàng đế còn sống có giá trị hơn là chết, nên Minh Anh Tông vẫn bình an vô sự. Có lẽ bởi vì Anh Tông tỏ không hài lòng với sự tự do của em trai mình đang làm vua, Dã Tiên bắt đầu đem quân bao vây Yên Kinh. Dã Tiên đề nghị gả em gái mình cho Anh Tông kết hôn, nhưng hoàng đế từ chối. Quân Mông Cổ cũng thất bại trong việc chiếm Yên Kinh (nay là Bắc Kinh) khi quân Minh dưới sự chỉ huy của Vu Khiêm đã sớm xoay chuyển tình thế bất lợi của họ. Vu Khiêm ra lệnh cho quân đội của mình giả vờ rằng họ đã mất quyền kiểm soát cổng thành để dụ những kỵ binh Mông Cổ vào trong thành. Khi một phần lớn lực lượng Mông Cổ ở bên trong, cánh cổng bị đóng lại và quân Mông Cổ bị phục kích. Anh trai ruột của Dã Tiên đã bị giết trong vụ tấn công. Thất bại trong việc chiếm lấy Yên Kinh, Esen buộc phải rút lui dưới áp lực từ quân đội của chính mình và bởi sự xuất hiện của các cánh quân tiếp viện của nhà Minh.

### Đàm phán
Triều đình nhà Minh đã tôn Chu Kỳ Ngọc lên ngai vàng, tức Minh Đại Tông (trị vì từ 1449-1457). Dã Tiên cũng gửi Minh Anh Tông trở lại Trung Quốc vào năm 1450. Vì nền kinh tế Mông Cổ dựa vào mối quan hệ thương mại và cống nạp của họ với Trung Quốc, Dã Tiên có nghĩa vụ phải mở lại các cuộc đàm phán, giờ đây ở vị thế yếu hơn nhiều. Trong khi thương mại Minh-Mông Cổ không chấm dứt hoàn toàn trong cuộc khủng hoảng Thổ Mộc, vì cuộc xung đột đã xảy ra, Dã Tiên không chỉ không giành được các điều khoản tốt hơn các thỏa thuận trước đó, ông buộc phải chấp nhận các điều khoản ít thuận lợi hơn để đổi lại quan hệ thường xuyên hơn với nhà Minh. Dã Tiên và Taisun Khan một lần nữa quay sang xâm chiếm Mãn Châu ở Đông Siberia, tàn phá khu vực xung quanh ngã ba sông Nộn và sông Tùng Hoa.

## Trị vì
Taisun Khan và thái sư Dã Tiên đã tranh cãi về việc chỉ định người thừa kế ngai vàng. Dã Tiên muốn con trai của chị gái mình trở thành người kế vị của Taisun Khan, nhưng Taisun đã đề cử một người con trai khác của miền đông Mông Cổ khatun làm người thừa kế. Taisun Khan ủng hộ Tam vệ và công khai lãnh đạo lực lượng của mình chống lại Dã Tiên vào năm 1451, nhưng họ đã bị những người trung thành với Oirat đánh bại và Khả hãn danh nghĩa đã bị bắt bởi những bộ lạc phía đông khi ông cố gắng rút lui. Anh trai của Taisun Khan là Agbarjin jinong (cha đẻ), người kết hôn với con gái của Dã Tiên là Tsetseg, bỏ hoang đến Oirats và được hứa tặng danh hiệu Khả hãn của triều đại Bắc Nguyên. Tuy nhiên, Dã Tiên đã giết ông ta trong một bữa tiệc mà ông được mời. Dã Tiên đã cố giết đứa con của con gái ông, con trai của Agbarjin, nhưng bà ta và bà của Dã Tiên, Samur Gunj, đã giấu hoàng tử sơ sinh, Batu-Mongke, người sẽ là Dayan Khan sau này. Sau mười tám tháng kể từ khi đánh bại Taisun Khan, năm 1453, chính Dã Tiên đã lấy danh hiệu Đại hãn của Đại Nguyên. Đồng thời, người Oirat đã phát động một cuộc xâm lược với Moghulistan, Tashkent và Transoxiana.
Hoàng đế nhà Minh là một trong những người đầu tiên thừa nhận danh hiệu mới của Dã Tiên, nhưng phản ứng của những người Mông Cổ với Dã Tiên và những người Oirat chủ yếu là từ không tán thành đến tức giận. Mặc dù dòng dõi của Dã Tiên có liên quan đến dòng dõi hoàng tộc xuất thân từ Thiết Mộc Chân (Thành Cát Tư Hãn) thông qua bà ngoại Samur gunji (công chúa), không có khả năng ông sẽ được coi là đủ điều kiện để được bầu làm Khả hãn, và trong mọi trường hợp, Dã Tiên bỏ qua quy trình bầu cử thông thường. Sự bất mãn sớm leo thang thành cuộc nổi dậy chống lại Dã Tiên.

## Cái chết
Dã Tiên đã cho con trai mình Amasanj danh hiệu Thái sư, một hành động khiến vị tướng đầy quyền lực Alag của ông, người dự kiến sẽ nhận được danh hiệu đó, tức giận nổi loạn. Các nhà lãnh đạo Oirat cũng đã tham gia cuộc nổi dậy chống lại Dã Tiên. Ông đã bị đánh bại trong trận chiến này và bị sát hại vào năm 1455, một năm sau khi ông tự phong mình danh hiệu Khả hãn. Sau khi ông chết, người Oirat không còn chỗ đứng vững chắc ở Mông Cổ, vốn nằm dưới sự kiểm soát của họ thông qua ảnh hưởng của Dã Tiên, và vẫn chia rẽ nhau trong nhiều năm. Các nhà cai trị của hãn quốc Chuẩn Cát Nhĩ thế kỷ 17 và 18 tự coi mình là hậu duệ của Dã Tiên.